# Newkirk Plaza (estación)
La Newkirk Plaza (antes llamada Newkirk Avenue) es una estación en la línea Brighton del Metro de Nueva York de la división B del Brooklyn–Manhattan Transit Corporation. La estación se encuentra localizada en Flatbush, Brooklyn entre la Avenida Newkirk y la Calle 16 Este. La estación es servida en varios horarios por los trenes del Servicio  y .

## En la cultura popular
La estación apareció en el episodio «The Luck of the Fryrish», de la serie Futurama, y se representó como ubicada en Ditmas Park, el antiguo barrio de Fry, considerando que su antiguo hogar es una casa victoriana independiente, aunque deteriorada. También apareció en las películas Next Stop, Greenwich Village y Man Push Cart.